# Национальный дворец (Барселона)

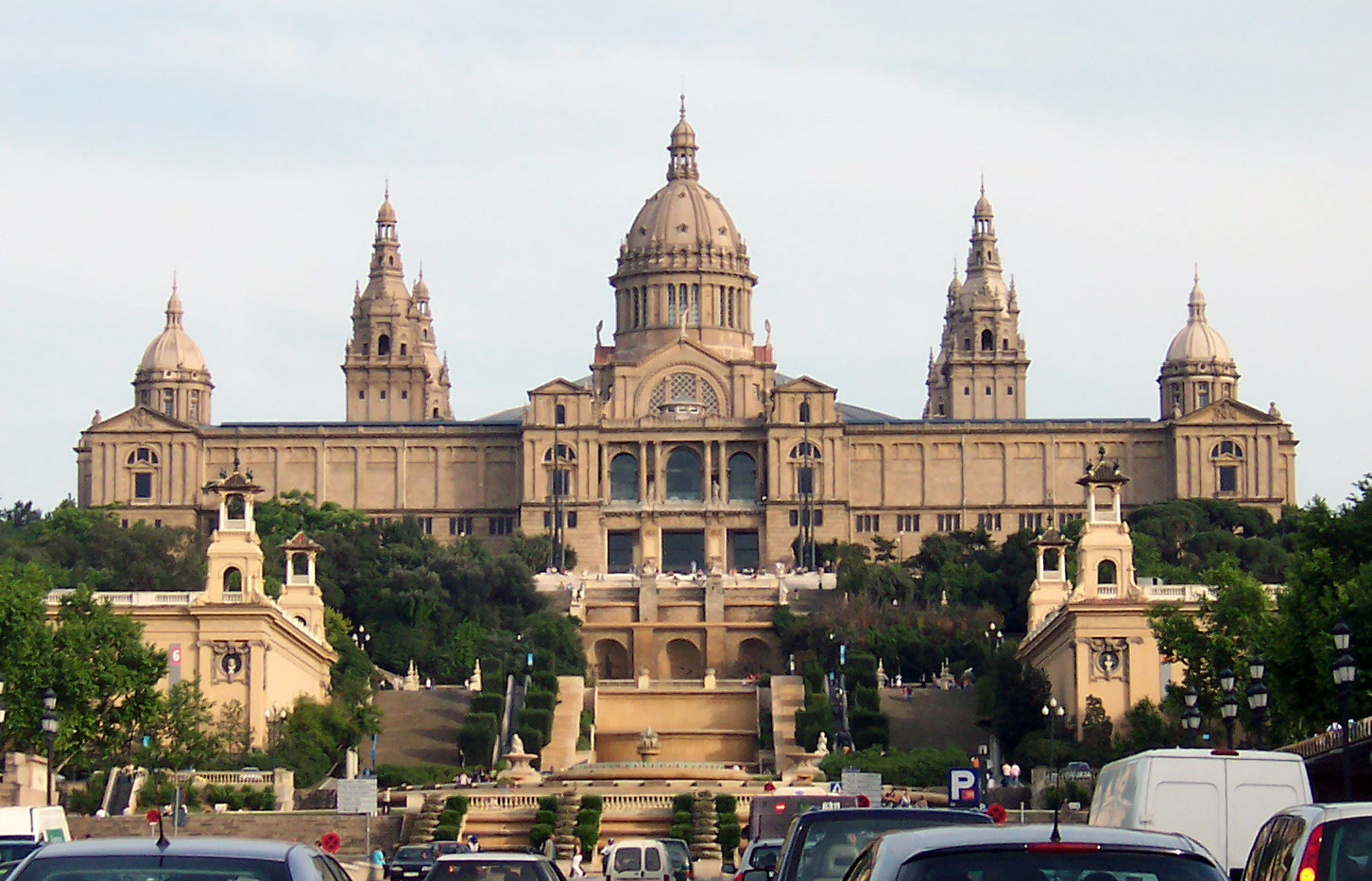

Национа́льный дворе́ц (кат. Palau Nacional, исп. Palacio Nacional) — общественный дворец и одна из важнейших достопримечательностей в Барселоне.
Находится на горе Монтжуик в конце эспланады-авениды Королевы Марии-Кристины, идущей от площади Испании. Построен в 1926—1929 гг. к Всемирной выставке 1929 года. 

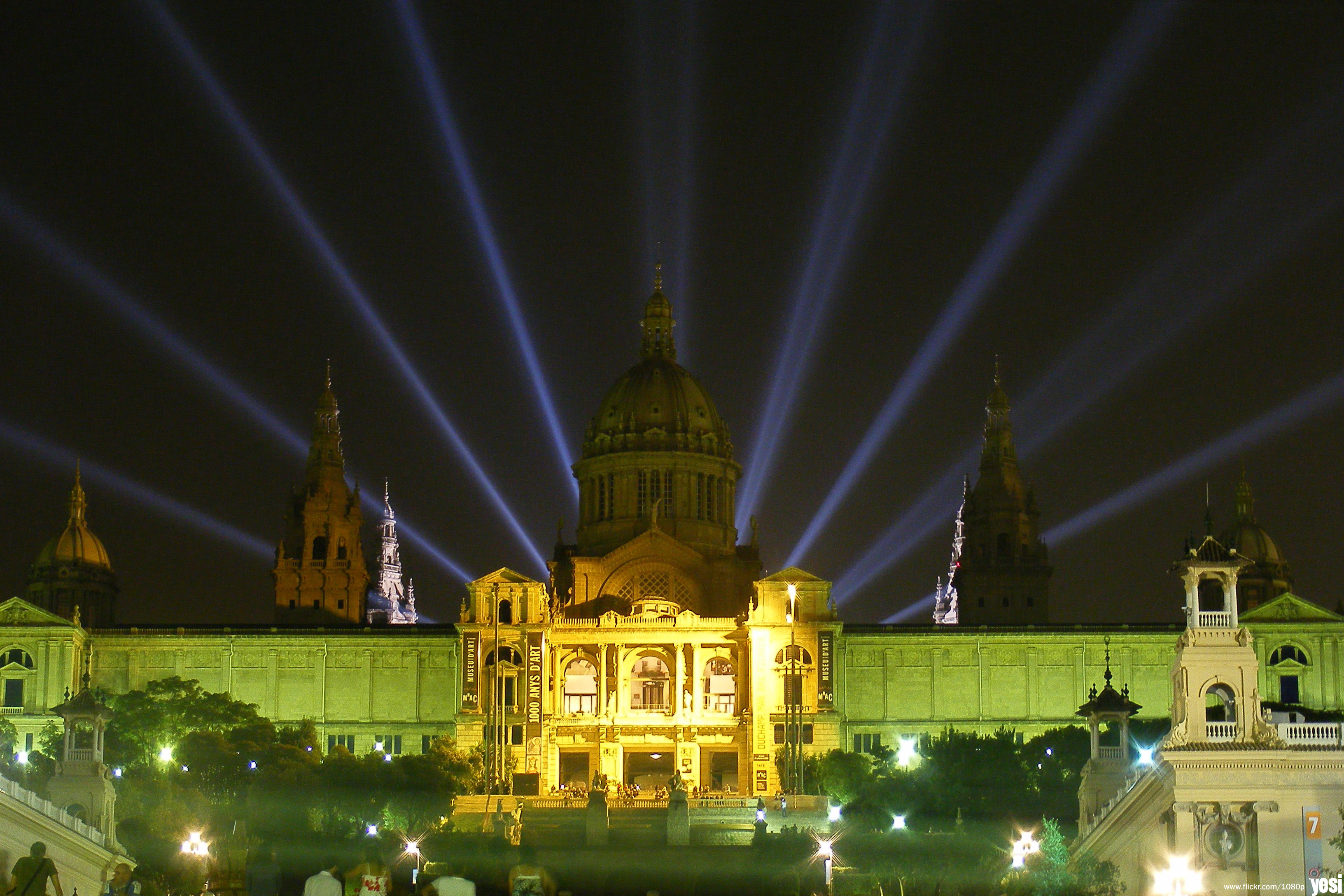
Дворец в вечернее время

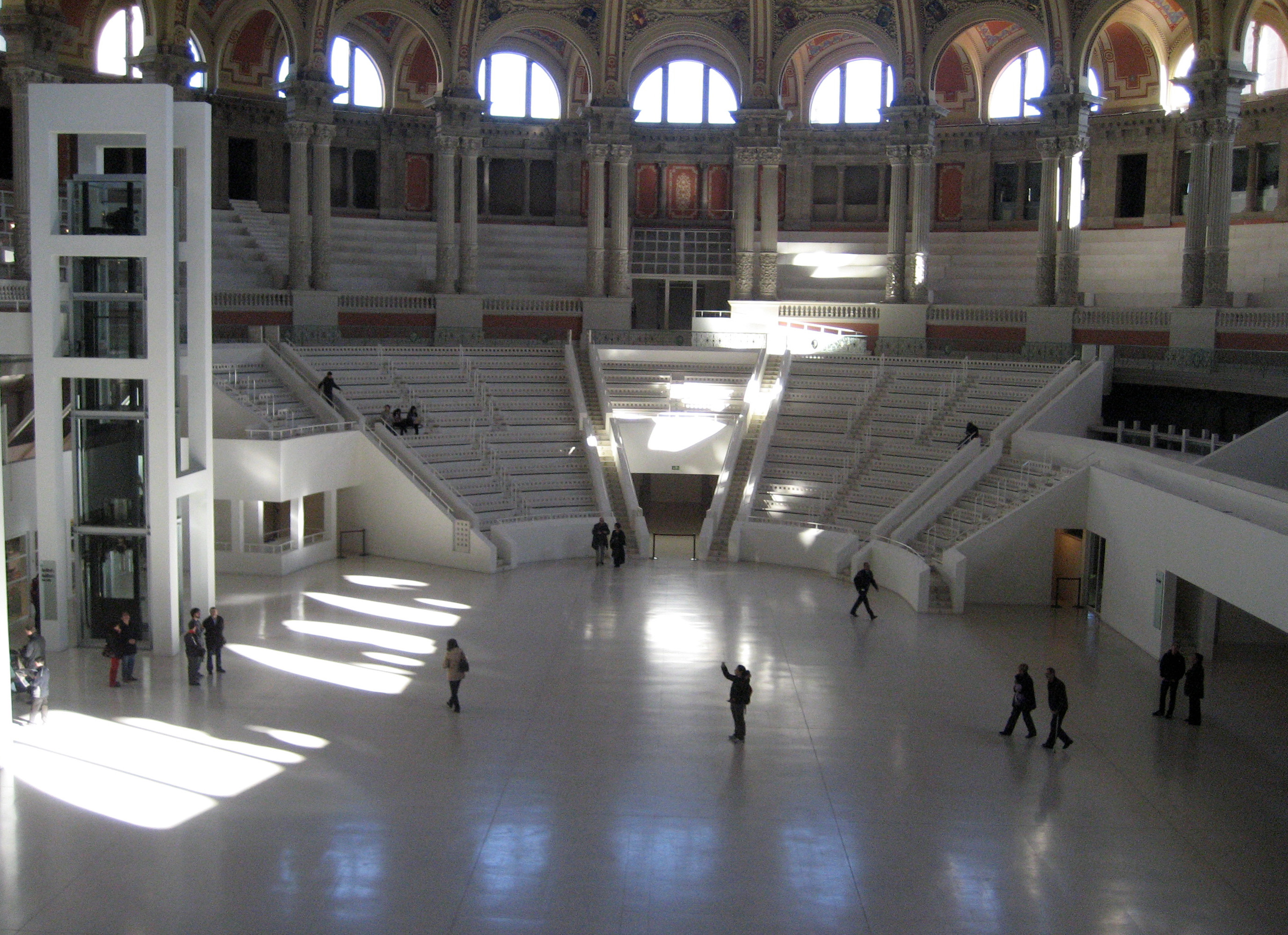
Главный зал дворца

Площадь здания — 30 000 м2. Сооружение выполнено в классическом стиле Испанского Ренессанса и состоит из основной прямоугольной части, двух боковых частей и задней площадки. На хорошо подсвечиваемом в вечернее время здании установлены прожекторы, рисующие на небе название города.
С 1934 года во дворце располагается Национальный музей искусства Каталонии. На спуске перед дворцом находится огромный Волшебный фонтан, знаменитый вечерним свето-музыкальным шоу.

## Архитектура
Дизайн Национального дворца представляет собой единый стиль испанской ренессансной архитектуры с атмосферой академического классицизма.
Строительство дворца состоит из сочетания традиционных систем, основанных на четко очерченной в симметрии, и процедуры строительства, в которой преобладают более современные методы и материалы, например использование бетона.
Здание состоит из двух этажей: первый этаж цокольный, а второй с двойными пилястрами. В северо-восточной части сооружения находится подземное пространство, которое в момент строительства предназначалось для установки кухонь. Дворец располагает в себя три помещения: тронный зал, комнаты для короля и королевы и, в передней части здания, музейная секция.
В задней части сооружения была создана зона для проведения мероприятий с небольшой чайной комнатой или рестораном. Фасад дворца состоит из центрального корпуса, обрамленного двумя меньшими боковыми частями. Центр увенчан большим куполом, напоминающим собор Святого Павла в Лондоне или собор Святого Петра в Ватикане, с двумя меньшими куполами по бокам.